# جاك إدوارد ألكسيس
جاك-إدوارد ألكسيس هو سياسي هايتي، ولد في 21 سبتمبر 1947 في غوناييف في هايتي. انتخب رئيس وزراء هايتي (9 يونيو 2006 – 5 سبتمبر 2008) وانتخب رئيس وزراء هايتي (26 مارس 1999 – 2 مارس 2001).